# Greenville, Missouri
Greenville är administrativ huvudort i Wayne County i Missouri. Orten fick sitt namn efter Fort Greene Ville, dagens Greenville i Ohio.